# Eugène Chevreul
Michel Eugène Chevreul (Angers, 31 augustus 1786 — Parijs, 9 april 1889) was een Franse scheikundige en grondlegger van de  oleochemie (chemie van vetten) en de moderne kleurenleer.

## Biografie
Chevreul was de zoon van Michel Chevreul, een arts uit Angers, Hij ging op zeventienjarige leeftijd, na een opleiding aan de École Centrale in zijn geboortestad, in 1803 naar Parijs om te studeren bij Louis-Nicolas Vauquelin, van wie hij later de assistent werd. In 1807 publiceerde hij zijn eerste werk over de effecten van salpeterzuur op kurk. In 1811 begon hij met zijn studie van de vetstoffen, in zijn tijd een weinig ontgonnen terrein van de scheikunde. Hij werd benoemd tot hoogleraar scheikunde aan het Lycée Charlemagne te Parijs in 1813.
In 1823 publiceerde hij de resultaten van zijn studies in een basiswerk: Recherches chimiques sur les corps gras d'origine animale waarin hij de eerste wetenschappelijke theorie over het proces van de verzeping bracht. Het praktische resultaat van deze studie was de productie van de stearinekaars, die beter en goedkoper was dan de tot dan toe gebruikte vetkaarsen.
In 1826 werd hij lid van de Académie des sciences en in datzelfde jaar werd hij (buitenlands) lid van de Royal Society of London, de Britse academie voor wetenschappen, Hij kreeg van hen de Copley Medal in 1857. 
In 1824 werd Chevreul benoemd als directeur van de teintures bij de Manufacture des Gobelins. Hij bleef er in dienst tot 1884. Hij installeerde een laboratorium en bestudeerde de contrasten van de gekleurde materialen. De resultaten van zijn studies vatte hij in 1830 samen in een boek over de kleurenleer (De la Loi du Contraste Simultané des Couleurs) dat pas in 1839 werd uitgegeven. Zijn kleurenleer werd de theoretische basis voor veel van de avant-garde schilders van de 19e eeuw van Eugène Delacroix via het impressionisme tot de pointillisten.
In 1829 volgde hij Vauquelin op als hoogleraar in de toegepaste scheikunde aan het Muséum national d'histoire naturelle, en van 1860-1879 was hij directeur van het instituut. Net voor zijn dood, op 102-jarige leeftijd, begon hij onderzoek te doen op het gebied van gerontologie (de wetenschap omtrent het ouder worden). 
Tussen 1851 en 1864 was hij burgemeester van zijn woonplaats L'Haÿ bij Parijs. Ernest Chevreul kreeg de titel van commandeur in de Ordre national de la Légion d'honneur in 1845, in 1865 werd hij benoemd tot grootofficier en in 1875 werd hem de rang van grootkruis verleend. Hij is een van de 72 Fransen wier namen in reliëf op de Eiffeltoren zijn aangebracht.

## Werken
Enkele van zijn bijzonderste werken zijn:
- Recherches chimiques sur les corps gras d'origine animale (1823)
- Leçons de chimie appliquée à la teinture (1828-1831)
- De la loi du contraste simultané des couleurs (1839)
- Essai de mécanique chimique (1854)
- De la baguette divinatoire (1854)
- Considérations sur l'histoire de la partie de la médecine qui concerne la prescription des remèdes (1865)
- Histoire des connaissances chimiques (1866)